# آسيويون بريطانيون

بريطانيون من أصل أسيوي مصطلح يستخدم للدلالة على المواطنين البريطانيين الذين ينحدر معظمهم من جنوب آسيا، أي من الهند وباكستان وبنغلاديش، فضلا ً عن المالديف والنيبال وسريلانكا. في الإنجليزية البريطانية، مصطلح 'آسيوي' عادة ً ما يستثني دول شرق آسيا (انظر الشرق آسيويين في المملكة المتحدة) وجنوب شرق آسيا مثل الصين وكوريا واليابان وفيتنام وتايلاند..الخ.
يقدر عدد الآسيويين في بريطانيا بنحو 4.2 مليون نسمة يمثلون 6.5% من سكان المملكة المتحدة، منهم 1.6 مليون هنود وحوالي مليون باكستانيون 0.5 مليون بنغاليون.
يدين معظم هؤلاء الآسيويين بالإسلام أوالهندوسية أوالسيخية أوالبوذية أوالمسيحية.